# Тричезімо
Тричезімо (італ. Tricesimo) — муніципалітет в Італії, у регіоні Фріулі-Венеція-Джулія,  провінція Удіне.
Тричезімо розташоване на відстані близько 480 км на північ від Рима, 75 км на північний захід від Трієста, 10 км на північ від Удіне.
Населення — 7623 особи (2014).
Щорічний фестиваль відбувається 2 лютого. Покровитель — Madonna della Purificazione (detta comunemente Candelora).

## Демографія
Населення за роками:

Станом на 1 січня 2023 року в муніципалітеті офіційно проживали 524 іноземці з 59 країн, серед них 211 громадян країн Євросоюзу та 19 громадян України.

## Сусідні муніципалітети
- Кассакко
- Паньякко
- Реана-дель-Рояле
- Тарченто
- Таваньякко
- Треппо-Гранде
- Коллоредо-ді-Монте-Альбано